# Fluorid rhenistý
Fluorid rhenistý je anorganická sloučenina se vzorcem ReF7. Patří mezi halogenidy s prvkem v oxidačním čísle VII. Jde o žlutou látku s nízkým bodem tání, jediný existující tepelně stálý fluorid s kationtem v oxidačním čísle +7.

## Příprava
Fluorid rhenistý může být připraven slučováním prvků při teplotě 400 °C.
2 Re + 7 F2 → 2 ReF7

## Reakce
Reakcí s donory fluoridů, např. CsF, vytváří anion ReF -
8  s čtvercově antiprizmatickou strukturou. S fluoridem antimoničným, akceptorem fluoridů, tvoří kation ReF +
6 .